# Krabbegors
Krabbegors, ook wel Duivelseiland genoemd, is een eiland en haven in het zeehavengebied van de stad Dordrecht, in de Nederlandse provincie Zuid-Holland. Krabbegors ligt op de splitsing van de Oude Maas, Dordtse Kil en de Beneden-Merwede.
Op Krabbegors is de Regionale Verkeerscentrale Dordrecht van Rijkswaterstaat gevestigd. Deze centrale verzorgt de begeleiding van het scheepvaartverkeer in het Drechtstedengebied.

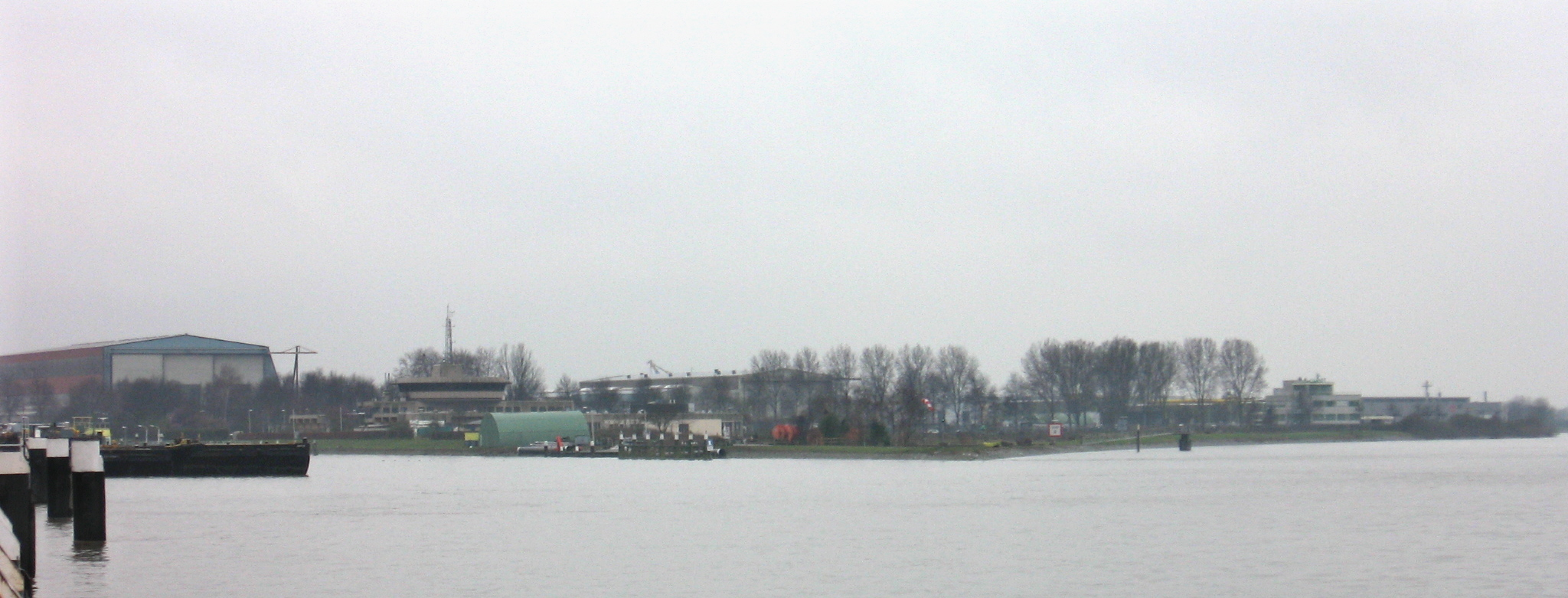
Krabbegors gezien vanaf de Handelskade